# Campeonato Mundial de Judo de 2025
El XLIII Campeonato Mundial de Judo se celebró en Budapest (Hungría) entre el 13 y el 19 de junio de 2025 bajo la organización de la Federación Internacional de Judo (IJF) y la Federación Húngara de Judo.
Las competiciones se realizaron en la Arena Deportiva de Budapest László Papp de la capital húngara.

## Calendario
| Fecha→ Categoría ↓ | Vi 13 | Sá 14 | Do 15 | Lu 16 | Ma 17 | Mi 18 | Ju 19 |
| ------------------ | ----- | ----- | ----- | ----- | ----- | ----- | ----- |
| –60 kg             | ●     |       |       |       |       |       |       |
| –66 kg             |       | ●     |       |       |       |       |       |
| –73 kg             |       |       | ●     |       |       |       |       |
| –81 kg             |       |       |       | ●     |       |       |       |
| –90 kg             |       |       |       |       | ●     |       |       |
| –100 kg            |       |       |       |       |       | ●     |       |
| +100 kg            |       |       |       |       |       |       | ●     |

| Fecha→ Categoría ↓ | Vi 13 | Sá 14 | Do 15 | Lu 16 | Ma 17 | Mi 18 | Ju 19 |
| ------------------ | ----- | ----- | ----- | ----- | ----- | ----- | ----- |
| –48 kg             | ●     |       |       |       |       |       |       |
| –52 kg             |       | ●     |       |       |       |       |       |
| –57 kg             |       |       | ●     |       |       |       |       |
| –63 kg             |       |       |       | ●     |       |       |       |
| –70 kg             |       |       |       |       | ●     |       |       |
| –78 kg             |       |       |       |       |       | ●     |       |
| +78 kg             |       |       |       |       |       |       | ●     |

## Medallistas

### Masculino
| Evento          | Oro                        | Plata                          | Bronce                                                 |
| --------------- | -------------------------- | ------------------------------ | ------------------------------------------------------ |
| –60 kg (13.06)  | Ryuju Nagayama Japón       | Romain Valadier-Picard Francia | Kazirbiekiin Yolk · Mongolia · Ayub Bliyev · IJF       |
| –66 kg (14.06)  | Takeshi Takeoka Japón      | Nurali Emomali Tayikistán      | Obid Dzhebov Tayikistán Hifumi Abe Japón               |
| –73 kg (15.06)  | Joan-Benjamin Gaba Francia | Daniel Cargnin · Brasil        | Majmadbek Majmadbekov · EAU · Tatsuki Ishihara · Japón |
| –81 kg (16.06)  | Timur Arbuzov · IJF        | Tato Grigalashvili Georgia     | Zelim Tçkayev Azerbaiyán Lee Joon-Hwan Corea del Sur   |
| –90 kg (17.06)  | Sanshiro Murao Japón       | Goki Tajima Japón              | Elcan Hacıyev Azerbaiyán Luka Maisuradze Georgia       |
| –100 kg (18.06) | Matvei Kanikovski · IJF    | Dota Arai Japón                | Zelim Kotsoyev · Azerbaiyán · Arman Adamian · IJF      |
| +100 kg (19.06) | Inal Tasoyev · IJF         | Guram Tushishvili Georgia      | Temur Rajimov Tayikistán Kim Min-Jong Corea del Sur    |

### Femenino
| Evento         | Oro                        | Plata                                | Bronce                                                       |
| -------------- | -------------------------- | ------------------------------------ | ------------------------------------------------------------ |
| –48 kg (13.06) | Assunta Scutto · Italia    | Abiba Abuzhakynova · Kazajistán      | Laura Martínez Abelenda · España · Wakana Koga · Japón       |
| –52 kg (14.06) | Uta Abe Japón              | Distria Krasniqi Kosovo              | Róza Gyertyás · Hungría · Mascha Ballhaus · Alemania         |
| –57 kg (15.06) | Eteri Liparteliani Georgia | Momo Tamaoki Japón                   | Shirlen Nascimento · Brasil · Sarah-Léonie Cysique · Francia |
| –63 kg (16.06) | Haruka Kaju Japón          | Catherine Beauchemin-Pinard · Canadá | Boldyn Ganjaich Mongolia Laura Fazliu Kosovo                 |
| –70 kg (17.06) | Shiho Tanaka Japón         | Lara Cvjetko · Croacia               | Sanne van Dijke · Países Bajos · Miriam Butkereit · Alemania |
| –78 kg (18.06) | Alice Bellandi · Italia    | Anna Monta Olek · Alemania           | Kurena Ikeda Japón Patrícia Sampaio Portugal                 |
| +78 kg (19.06) | Kim Ha-Yun Corea del Sur   | Mao Arai Japón                       | Lee Hyeon-Ji Corea del Sur Romane Dicko Francia              |

## Medallero
| Núm. | País          | Oro | Plata | Bronce | Total |
| ---- | ------------- | --- | ----- | ------ | ----- |
| 1    | Japón         | 6   | 4     | 4      | 14    |
| 2    | IJF           | 3   | 0     | 2      | 5     |
| 3    | Italia        | 2   | 0     | 0      | 2     |
| 4    | Georgia       | 1   | 2     | 1      | 4     |
| 5    | Francia       | 1   | 1     | 2      | 4     |
| 6    | Corea del Sur | 1   | 0     | 3      | 4     |
| 7    | Alemania      | 0   | 1     | 2      | 3     |
| 7    | Tayikistán    | 0   | 1     | 2      | 3     |
| 9    | Brasil        | 0   | 1     | 1      | 2     |
| 9    | Kosovo        | 0   | 1     | 1      | 2     |
| 11   | Canadá        | 0   | 1     | 0      | 1     |
| 11   | Croacia       | 0   | 1     | 0      | 1     |
| 11   | Kazajistán    | 0   | 1     | 0      | 1     |
| 14   | Azerbaiyán    | 0   | 0     | 3      | 3     |
| 15   | Mongolia      | 0   | 0     | 2      | 2     |
| 16   | EAU           | 0   | 0     | 1      | 1     |
| 16   | España        | 0   | 0     | 1      | 1     |
| 16   | Hungría       | 0   | 0     | 1      | 1     |
| 16   | Países Bajos  | 0   | 0     | 1      | 1     |
| 16   | Portugal      | 0   | 0     | 1      | 1     |
|      | TOTAL         | 14  | 14    | 28     | 56    |

1. 1 2 3 4 5 6  Los deportistas de Rusia participaron bajo la denominación «International Judo Federation» y las siglas IJF.